# Guillermo de Saint Omer
Guillermo de Saint Omer (en francés: Guillaume de Saint Omer; fallecido antes de 1204) fue un noble cruzado.
Fue el segundo hijo mayor de Gualterio de Saint Omer y Eschiva de Bures. Después de la muerte de su padre en 1174, Eschiva se volvió a casar con el conde Raimundo III de Trípoli, quien sucedió así a Gualterio como príncipe de Galilea. En 1187, la batalla de los Cuernos de Hattin marcó el final del Principado de Galilea, que fue ocupado por Saladino, y Raimundo III murió poco después; el hermano mayor de Guillermo, Hugo II de Saint Omer, se convirtió en príncipe titular de Galilea. Apoyó a Guido de Lusignan sobre Conrado de Montferrato para el Reino de Jerusalén y se unió a Guido en el sitio de Acre en abril de 1189. En el momento de la muerte de Hugo en 1204, Guillermo ya había muerto, y el título pasó a su hermano menor Raúl de Saint Omer y su descendencia.
Guillermo estaba casado con María, hija de Raniero, condestable de Trípoli, viuda de Balduino de Ibelín. La pareja tuvo una hija, Eschiva, que se casó con Hugo Sans-Avoir, señor de Le Puy.